# 曾根虎盛
曾根虎盛（生年不詳—卒年不詳）是日本戰國時代的武將。甲斐武田氏家臣。父親是曾根昌世。

## 生平
生年不詳。父親昌世是武田信玄的奧近習六人眾之一。信玄的嫡男義信乳兄弟，仕於義信。永祿8年（1565年）6月，與義信一同在甲斐國二宮美和神社（現今笛吹市內）奉納太刀（「美和神社文書」）。同年8月，義信的謀反被發現，與飯富虎昌、長坂昌國（一說是其弟勝繁）一同被處死（『曾根系圖』。不過，『曾根系圖』中記載被處死的「曾根周防」和「曾根九郎左衛門尉」似乎不是同一人物，九郎左衛門尉在此後仍然生存，因此「曾根周防」被認為是九郎左衛門尉的弟弟）。
元龜年間後，在駿河國久能城中。某年5月8日，與曾根彌兵衛尉一同受命參府（謁見君主）。
在諏訪大社上宮普請在家諸役書中，有周防守的同心之名，不過年代是天正年間，被認為是周防守的兒子。另外，有送往高野山成慶院的書狀一通。

## 外部連結
- 武家家伝＿曾根氏 （页面存档备份，存于）